# Liuma, Guizhou
Liuma (kinesiska: 六马) är en köping i sydvästra Kina. Den ligger i det autonoma häradet Zhenning i staden Anshun i provinsen Guizhou, omkring 130 kilometer sydväst om provinshuvudstaden Guiyang. Antalet invånare är 12432. Befolkningen består av 5 990 kvinnor och 6 442 män. Barn under 15 år utgör 29,0 %, vuxna 15-64 år 59 %, och äldre över 65 år 11,0 %.